# Курьянович, Виктор Степанович
Виктор Степанович Курьянович (17 октября 1941 года, село Завойко, Елизовский район, Камчатская область — 7 декабря 2013 года, Елизово, Камчатский край) — передовик сельскохозяйственного производства, звеньевой колхоза «Приграничный» Елизовского района Камчатской области. Герой Социалистического Труда (1976).

## Биография
Родился 17 октября 1941 года в селе Завойко Елизовского района (сегодня — часть города Елизово). После средней школы обучался в училище механизации, которое окончил в 1958 году со специальностью «тракторист-машинист широкого профиля». Работал в колхозе «Октябрьский» Елизовского района. В 1961 году был призван на срочную военную службу. В 1964 году возвратился в колхоз «Октябрьский». 
После реорганизации колхоза работал в колхозе «Приграничный». Был избран звеньевым картофелеводческого звена. Окончил Благовещенский сельскохозяйственный институт. Под руководством Виктора Курьяновича полеводческая бригада собирала до 200 центнеров картофеля с каждого гектара. В 1976 году было получено по 156 центнеров картофеля с гектара. В 1976 году был удостоен звания Героя Социалистического Труда «выдающиеся успехи, достигнутые во Всесоюзном социалистическом соревновании, проявленную трудовую 86 доблесть в выполнении планов и социалистических обязательств по увеличению производства и продажи государству зерна и других сельхозпродуктов».
Проработал в колхозе до выхода на пенсию в 2002 году.

## Награды
- Герой Социалистического Труда — указом Президиума Верховного Совета СССР от 23 декабря 1976 года
- Орден Ленина - дважды (1971, 1976)
- Медаль «В ознаменование 100-летия со дня рождения Владимира Ильича Ленина»
- Почётный гражданин города Елизово, Елизовского района (28.09.2006)[2]
- Почётный житель Камчатского края[3] (2012)